# Puerto Morelos
Puerto Morelos es el principal puerto del estado mexicano de Quintana Roo y cabecera del municipio homónimo. Se encuentra al norte del estado, 33 km al sur de Cancún. 

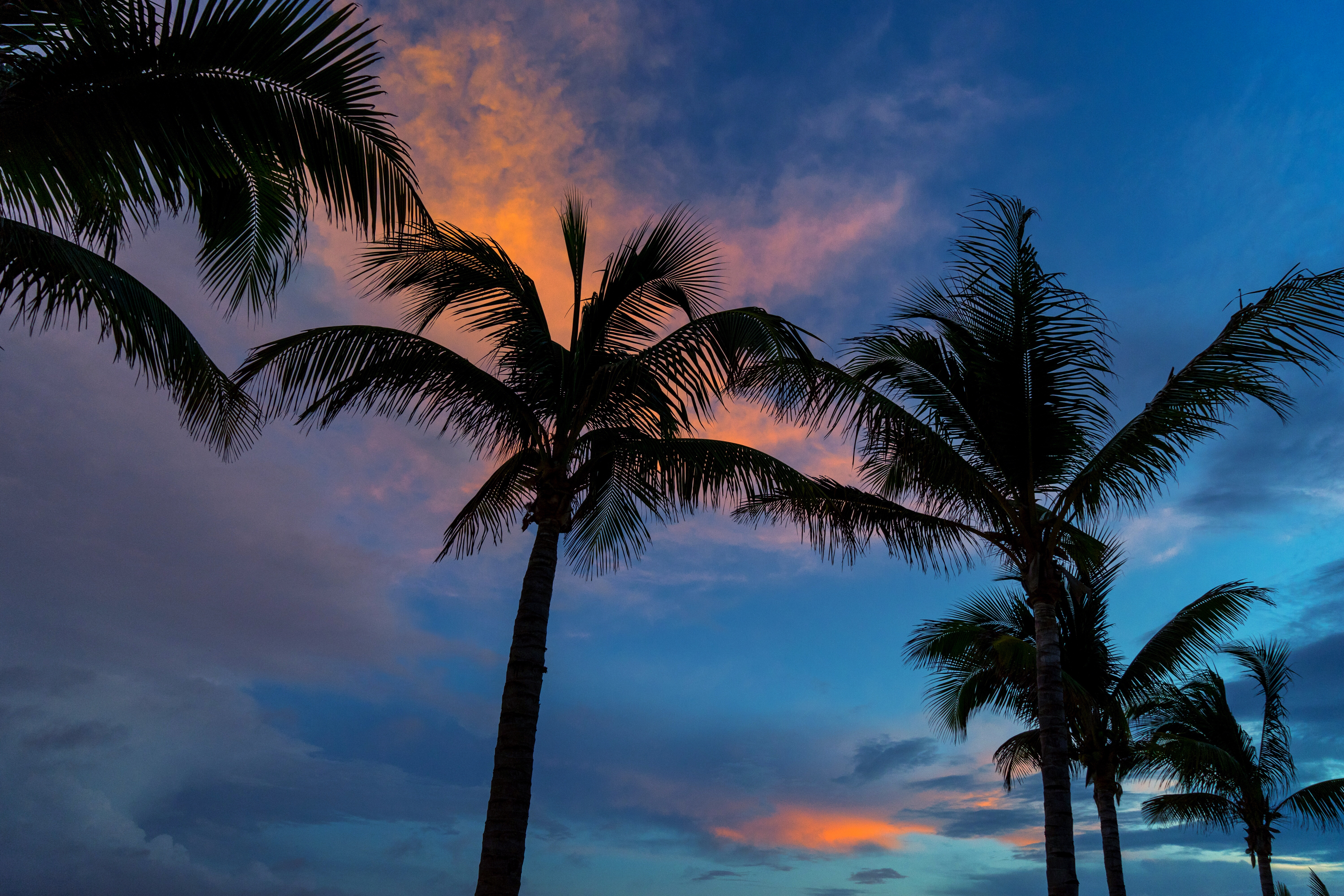
Atardecer en Puerto Morelos

Su arrecife (declarado parque nacional) forma parte de la segunda barrera arrecifal más grande del mundo, y se encuentra a sólo 500 m de la playa. Ideal para buceo, windsurf y snorkel entre otras actividades marinas. 
Al sur de la entrada de la localidad se encuentra un jardín botánico (santuario de la selva maya) de 65 ha de extensión en el cual se puede disfrutar flora y fauna (mono araña, coatí) de la región, al norte de la entrada se encuentra un pequeño zoológico que alberga boas, ocelotes y como atractivo principal cocodrilos de todas las edades.

## Infraestructuras

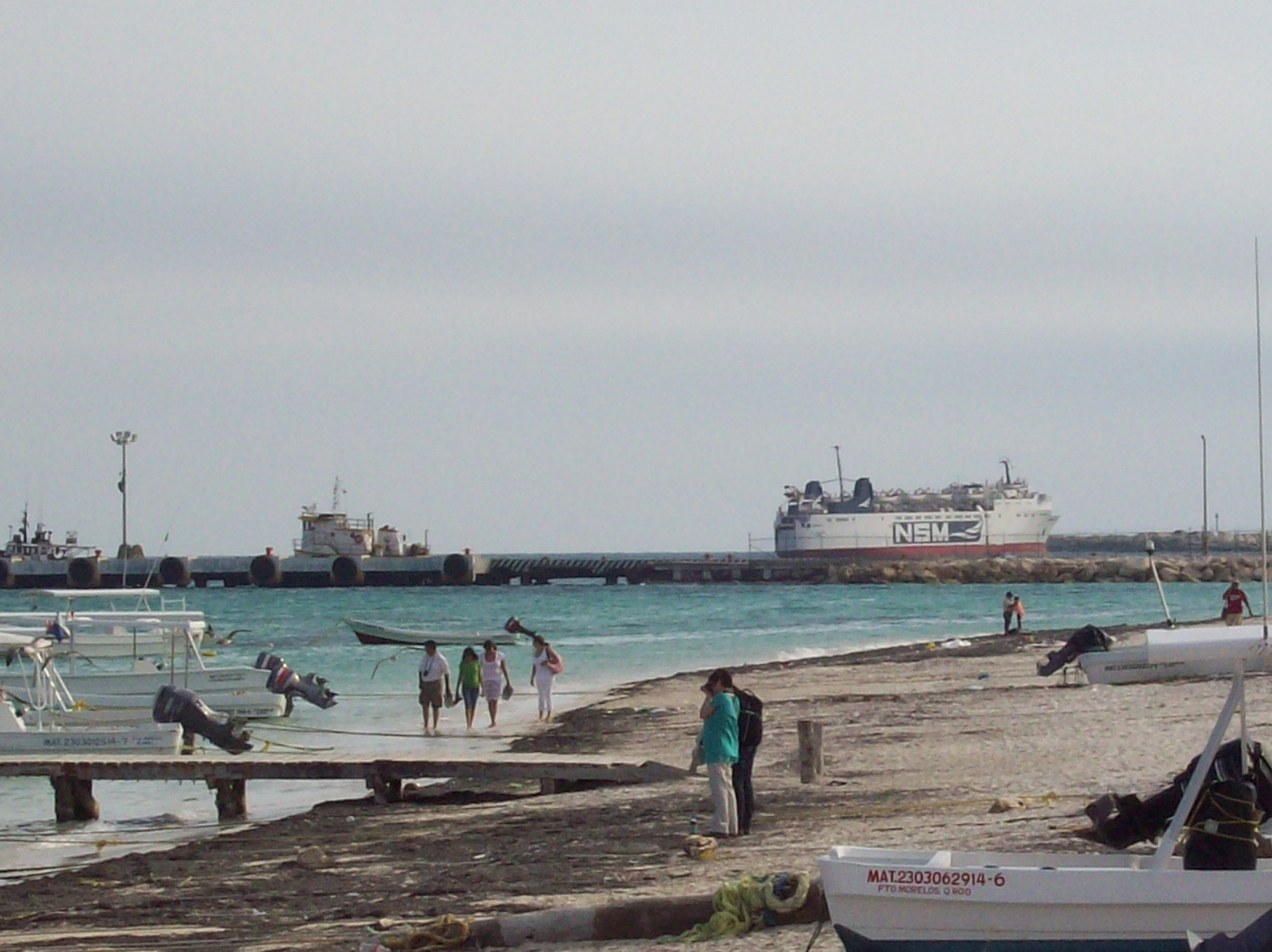
Terminal Marina Puerto Morelos

Tiene instalaciones portuarias para manejo de carga suelta y contenerizada de embarcaciones de altura con tráfico nacional e internacional.
El volumen de cargo manejado llega a 41.2 mil toneladas en 2019.
Además, hay una estación del Tren Maya que abrió el 15 de marzo del 2024 justo fuera de Puerto Morelos.
Su actividad pesquera es importante y cuenta con instalaciones para la industrialización de productos pesqueros, en el parque industrial. 
Las instalaciones turísticas están en constante crecimiento.

## Historia

### Historia antigua
Según el Chilam Balam de Chumayel, el territorio del actual Quintana Roo fue el primer asentamiento de los Itzáes que llegaron del sur y fundaron en el año 435 d. C. la población de Syancan Bakhalal (hoy Bacalar).
Se dice que el gran señor Kukulkan (quien llevaba el mismo nombre del dios del viento) fundó la Liga del Mayapán, confederación que dura de los años 987 a 1185 d. C.  Las poblaciones mayas asentadas en el estado de Quintana Roo participaron en esta confederación. A partir de entonces tuvo lugar una serie de luchas internas y en 1461 se establecen 16 cacicazgos en la Península de Yucatán, de los cuales podemos nombrar: Cochuah, Uaymil-Chactemal (Chetumal), Chikinchel, Tases, Cupul y Ekab (en la región norte de Quintana Roo).
El área geográfica donde actualmente se encuentra el poblado de Puerto Morelos, presenta vestigios de asentamientos de la cultura maya pertenecientes al Cacicazgo de Ekab, cuya influencia política abarcó desde Cabo Catoche hasta Tulum.
Prueba de ellos son las estructuras localizadas en la selva y costa,  “Coxol” localizada 1 kilómetro al norte del poblado, “El Altar” ubicado en el jardín botánico “Alfredo Barrera Marín”, las “albarradas mayas” que se encuentran en un petén en el manglar al sur del poblado, y la “Pirámide de Muchil” cerca de Punta Brava al sur de la población, que Ralph L. Roys describe como Puerto de Muchi, esta última, sin embargo menciona otra localidad llamada "Muchi", ubicada a 4 km al noroeste de Puerto Morelos, es decir en las proximidades del actual desarrollo habitacional Villas Morelos II.
En la zona costera del poblado, existían dos estructuras mayas prehispánicas que fueron destruidas para utilizar sus rocas en la construcción del faro que fue inclinado por el huracán Beulah en 1967. Este faro inclinado es el emblema actual de Puerto Morelos.
Debido a las pugnas entre cacicazgos las condiciones políticas y administrativas eran bastante débiles, es entonces cuando los españoles descubren y más tarde conquistan la región. 
La conquista no fue fácil debido a las condiciones naturales y a la violenta resistencia por parte de los mayas.
Desde 1526 Francisco de Montejo (padre o “el adelantado”) intentó infructuosamente conquistar el oriente de la península de Yucatán, pero no fue sino hasta 1540 cuando su hijo Francisco de Montejo y León "el Mozo" comenzó la tercera campaña que lo llevó a someter todos los cacicazgos existentes en la península, Ekab fue de los primeros en jurar obediencia al conquistador.
Existen narraciones de una entrevista de Francisco de Montejo "el Adelantado" cuando en 1527 en su trayectoria de Xel-Há hacia Muchi, se encontró con el cacique de Cozumel Naum Pat en Xaman Há (Playa del Carmen).  Este último asistiá a la boda de su hermana en tierra firme, y pactó sin confrontaciones el sometimiento.
Oviedo y Valdés (1851-55, lb 32, cap II), describieron Mochi como una población de 100 casas con pequeños y antiguos templos piramidales.
Mochi fue despoblándose en la década de 1550, y desapareció de los registros en 1582. Sin embargo se reporta que en 1601, mayas "paganos" y fugitivos de la provincia de los tases y de los cupules, se refugiaron en esta zona.
Los gobiernos de Yucatán nunca lograron el completo control de los indígenas del oriente de la península, quienes luchaban por la restitución de sus tierras y por establecer su propio gobierno. El 30 de julio de 1847 estalló en Tepich la rebelión de los mayas, llamada Guerra de Castas, que habría de durar más de 50 años,  pero la zona ocupada hoy por Puerto Morelos, no sufrió gran afectación.
En 1893, México firma con Gran Bretaña el tratado definitivo de límites Belice-Quintana Roo (Tratado Mariscal Spencer), de esta forma Quintana Roo surgió como una región estratégica para Porfirio Díaz. La imprecisa fijación de la frontera, motivó al presidente Porfirio Díaz enviar al comandante Othón P. Blanco a esa zona, con los propósitos de hacer respetar la línea divisoria,  impedir el tráfico de armas, reforzar los campaña militar del Gral. Ignacio Bravo contra los indios mayas sublevados y buscar la pacificación de la zona.  Paralelamente lograr un establecimiento permanente de población mexicana (que había huido a Belice por la Guerra de Castas) en el territorio de Quintana Roo.

### Historia moderna

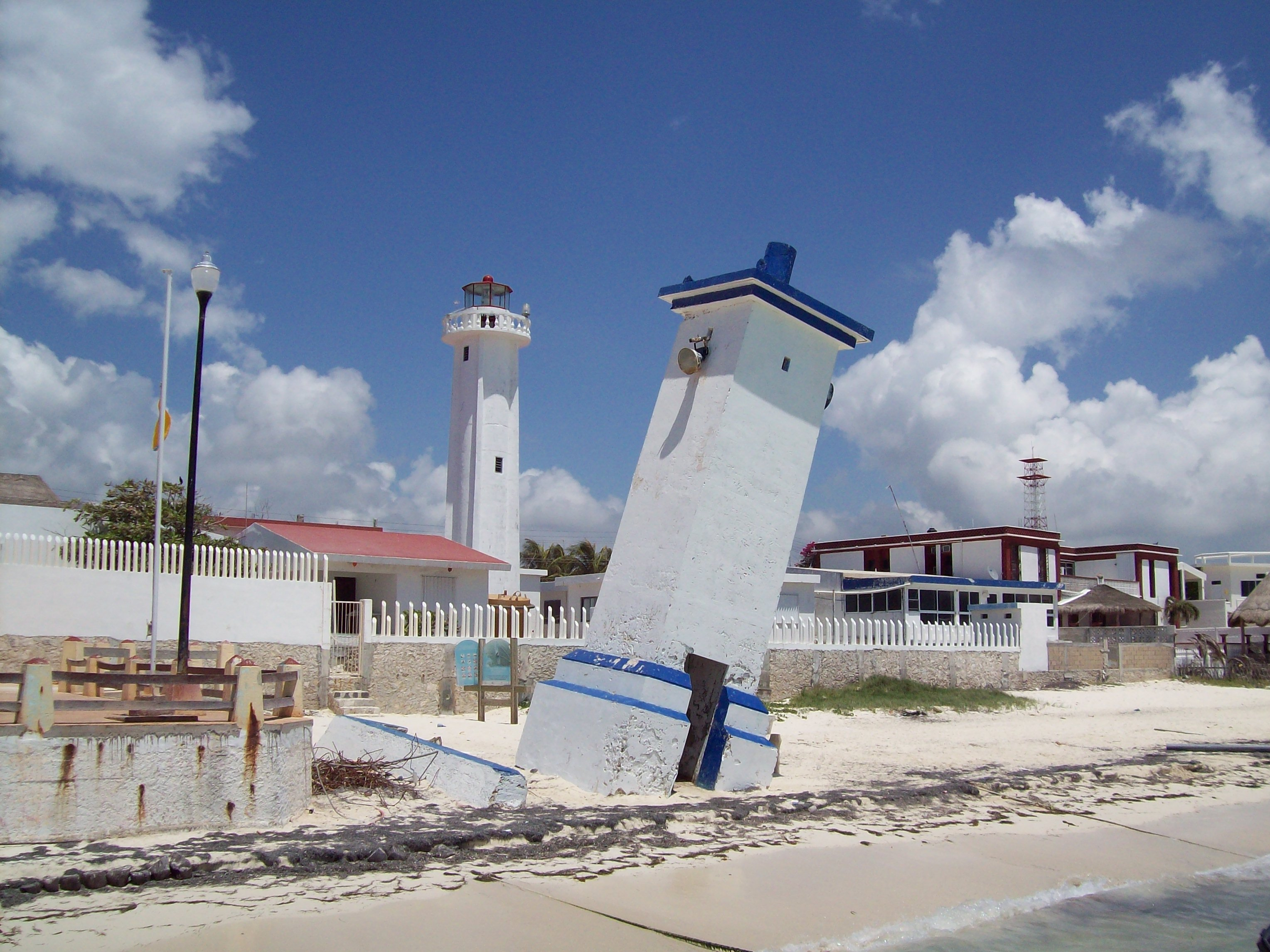
Faro inclinado por el huracán Beulah en 1967, es el símbolo de Pto.Morelos.

Puerto Morelos a pesar de ser una pequeña población ubicada entre dos grandes desarrollos turísticos reconocidos internacionalmente (Cancún y Playa del Carmen) tiene una historia más antigua que estos, Además de caracterizarse por la belleza de sus habitantes .
Su historia moderna comienza hacia finales del siglo XIX, en el año 1898 al fundarse la Compañía Colonizadora de la Costa Oriental de Yucatán,  debido a la necesidad de encontrar una salida al mar para exportar sus productos, la compañía ordenó a sus trabajadores abrir brecha de la Hacienda de Santa María (hoy Leona Vicario) hacia el suroeste, poco a poco los trabajadores llegaron al Mar Caribe y bautizaron el punto como “Punta Corcho”, estableciendo las primeras familias un campamento en chozas muy rudimentarias.
En esta brecha se tendieron rieles de vía angosta de 40 a 60 cm de ancho y circularon los llamados truckes y plataformas tiradas por mulas.
La compañía era dueña de un barco de vapor que llegaba cada mes anclando en el Mar Caribe, al no existir un muelle para atracar, las maderas y otros productos forestales eran arrojados al mar y en pequeñas lanchas los productos eran rescatados y subidos por medio de sogas de henequén al barco. Al paso del tiempo se construyen una bodega y un muelle de madera dando nacimiento a un nuevo poblado que con el tiempo se llamaría Puerto Morelos.
Los productos extraídos y exportados de la selva eran palo de tinte, chicle, vainilla, tabaco, cedro y corcho.
Puerto Morelos comienza a progresar y se convierte no sólo en el puerto natural más antiguo de Quintana Roo, sino en el más importante de todo el estado.
Es hacia el año 1923 cuando el palo de tinte pierde demanda en los mercados internacionales, pero se establece la compañía “Colonia Santa María” dedicada a la explotación chiclera, e influye en la economía local al establecer sus bodegas de acopio en el puerto. Puerto Morelos en 1929 era un pueblo con casas de madera, un muelle, una sola calle paralela a la costa y un almacén.
En 1936 por resolución presidencial se funda el Ejido de Puerto Morelos, el deslinde y entrega física de predios ejidales se realiza en 1944. En el censo de 1950 se reportó una población de ochenta habitantes.

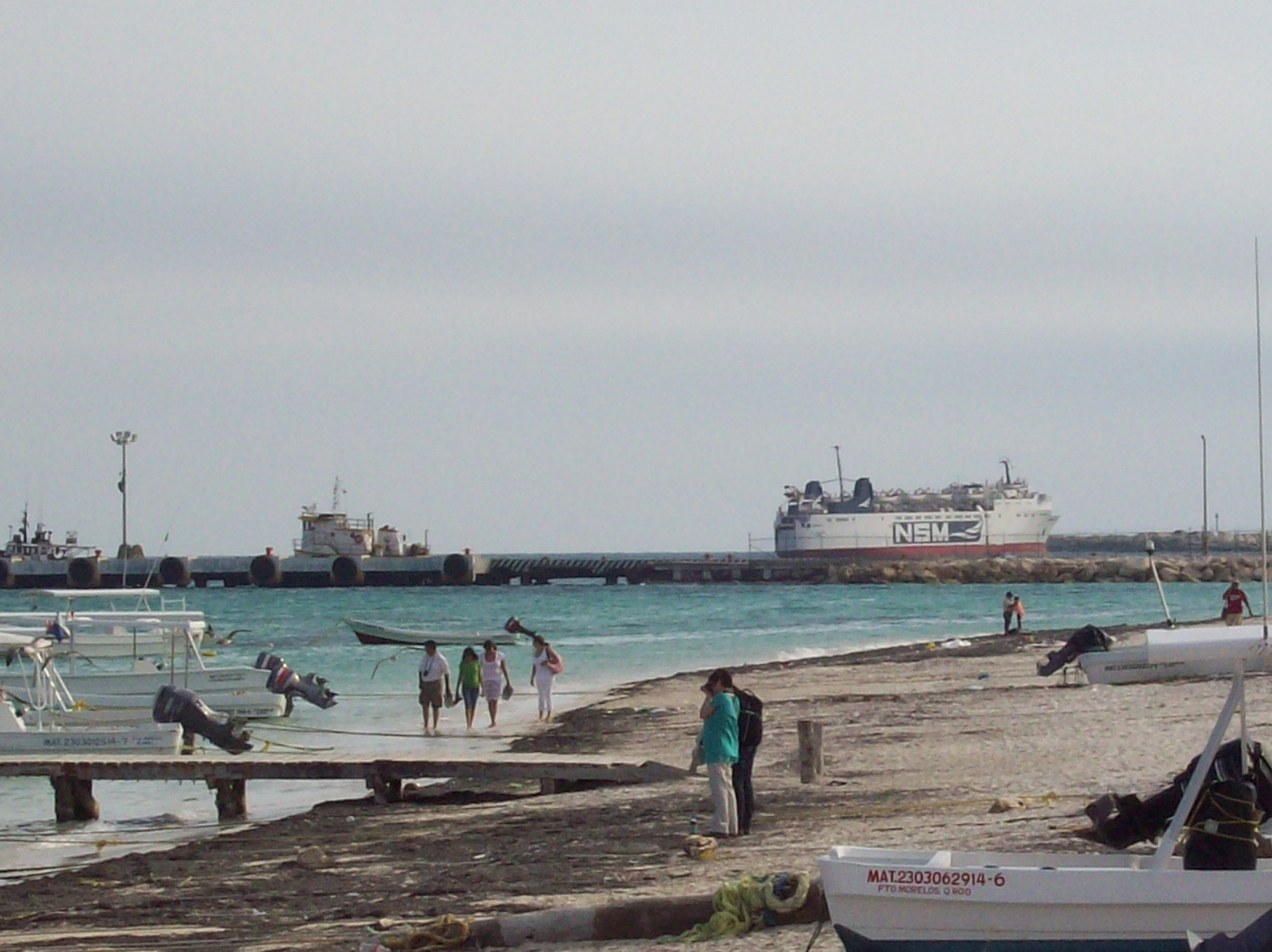
Muelle de la terminal marítima de Puerto Morelos.

Durante la década de los sesenta, se extrajeron maderas duras como chechén (Metopium browne), para venderse al gobierno federal y destinarse a la construcción y mantenimiento de vías férreas.  La producción chiclera declinó drásticamente en 1980 debido a la introducción de sustitutos sintéticos, a los bajos precios del mercado mundial y a desastres naturales como incendios y huracanes.
En los años 70 el Fondo Nacional del Turismo (FONATUR) da marcha a la creación de Cancún, y con la promoción del turismo, Puerto Morelos inició una fase de crecimiento poblacional y económica caracterizada por la inmigración de gente de diversas partes del país y del extranjero, haciendo del poblado un ambiente cosmopolita.
Se colonizaron también las áreas selváticas del fundo legal de Puerto Morelos, localizadas a dos kilómetros de la costa, a ambos lados de la carretera federal 307 Chetumal-Puerto Juárez
El 2 de octubre de 1975 se publicó en el Diario Oficial de la Federación, la aprobación de una superficie de 3,337 hectáreas para el poblado de Puerto Morelos, municipio de Cozumel, para el establecimiento de servicios públicos, parques, mercados, panteones, rastros, cárceles y otros servicios.
Posteriormente, el 30 de octubre de 1998, se aprobó un nuevo Plan Director para Puerto Morelos, municipio de Benito Juárez donde se aumentó la extensión territorial a 5440 hectáreas del polígono ubicado al oriente como al poniente de la carretera federal 307, Chetumal-Puerto Juárez.
Hasta el año de 2002 Puerto Morelos fue el punto más importante de acopio y abastecimiento de la isla de Cozumel, a través de transbordadores que cubrían la ruta en un tiempo de tres horas, con la apertura del puerto artificial de Calica (punto más cercano a Cozumel) esta ruta se cubre en un tiempo menor.
El 7 de octubre de 2007 el pleno del cabildo del municipio de Benito Juárez, aprobó en sesión extraordinaria elevar a Puerto Morelos de la categoría de Delegación Municipal a Alcaldía.
El 6 de noviembre de 2015, la XIV Legislatura del Congreso del Estado de Quintana Roo declaró formalmente a Puerto Morelos como el XI, decimoprimer municipio del estado. Esta declaración entró en vigor el 6 de enero de 2016. El ahora Municipio de Puerto Morelos, Q.R. tiene una superficie de 1,043.92 kilómetros cuadrados y una población, a 2015, de 37,099 habitantes con Puerto Morelos como cabecera municipal y los poblados de Leona Vicario y Central Vallarta.
url = http://www.gob.mx/inafed/articulos/puerto-morelos-es-el-municipio-de-mas-reciente-creacion-en-el-estado-de-quintana-roo (enlace roto disponible en Internet Archive; véase el historial, la primera versión y la última)., "Instituto Nacional para el Federalismo y el Desarrollo Municipal" blog.
fecha acceso = 17 de marzo de 2018

## Demografía
Por la geografía del entorno de Puerto Morelos (manglares y laguna arrecifal fósil), los asentamientos humanos han quedado divididos por la carretera federal 307.
Al asentamiento ubicado en la costa y al oriente de la carretera federal se le conoce como el “Puerto” o “Antiguo Puerto Morelos”. El asentamiento inmediato al oriente de la carretera federal se conoce como “Colonia Pescadores” y cuenta con un estadio de usos múltiples, al asentamiento inmediato al poniente de la carretera federal se le conoce como “Colonia Joaquín Zetina Gazca”.
De acuerdo a los resultados del censo del Instituto Nacional de Estadística y Geografía (INEGI) de 2005; Puerto Morelos reportó 1097 habitantes, mientras que en la colonia Zetina Gasca, se ubican 6629 personas, además de 108 localizados en la zona suburbana, para un total de 7,726 habitantes.
Sin embargo, existen nuevas zonas habitacionales al norte y poniente de la colonia Zetina Gazca que se encuentran en pleno crecimiento poblacional: La zona urbana ejidal “Luis Donaldo Colosio”, los fraccionamientos Villas Morelos I y II, así como la zona residencial “Bucaneros”. Es debido a estos desarrollos, que la población en octubre de 2007 se estimaba en más de 10,000 habitantes, motivo por el cual el cabildo tomó la decisión de elevar a alcaldía a Puerto Morelos.
Históricamente los primeros pobladores de Puerto Morelos eran en su mayoría, originarios de Tuxpan, estado de Veracruz. A principios de los años setenta sucedió una fuerte inmigración de habitantes de Chemax, estado de Yucatán. A mediados de los años setenta y principio de los ochenta debido a la apertura turística la inmigración fue de todas partes del país y del extranjero.

## Geografía

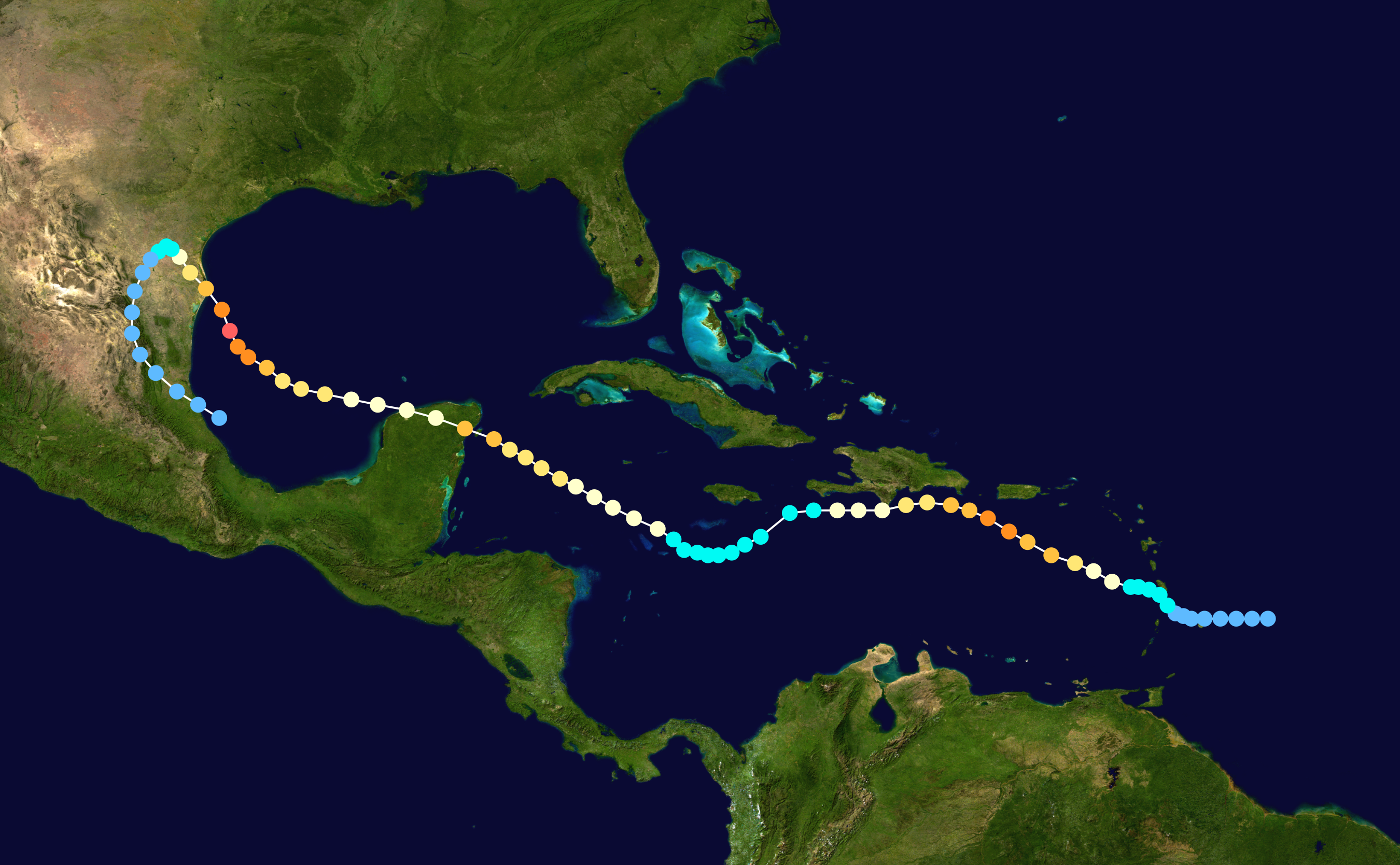
Trayectoria del huracán Beulah en 1967.

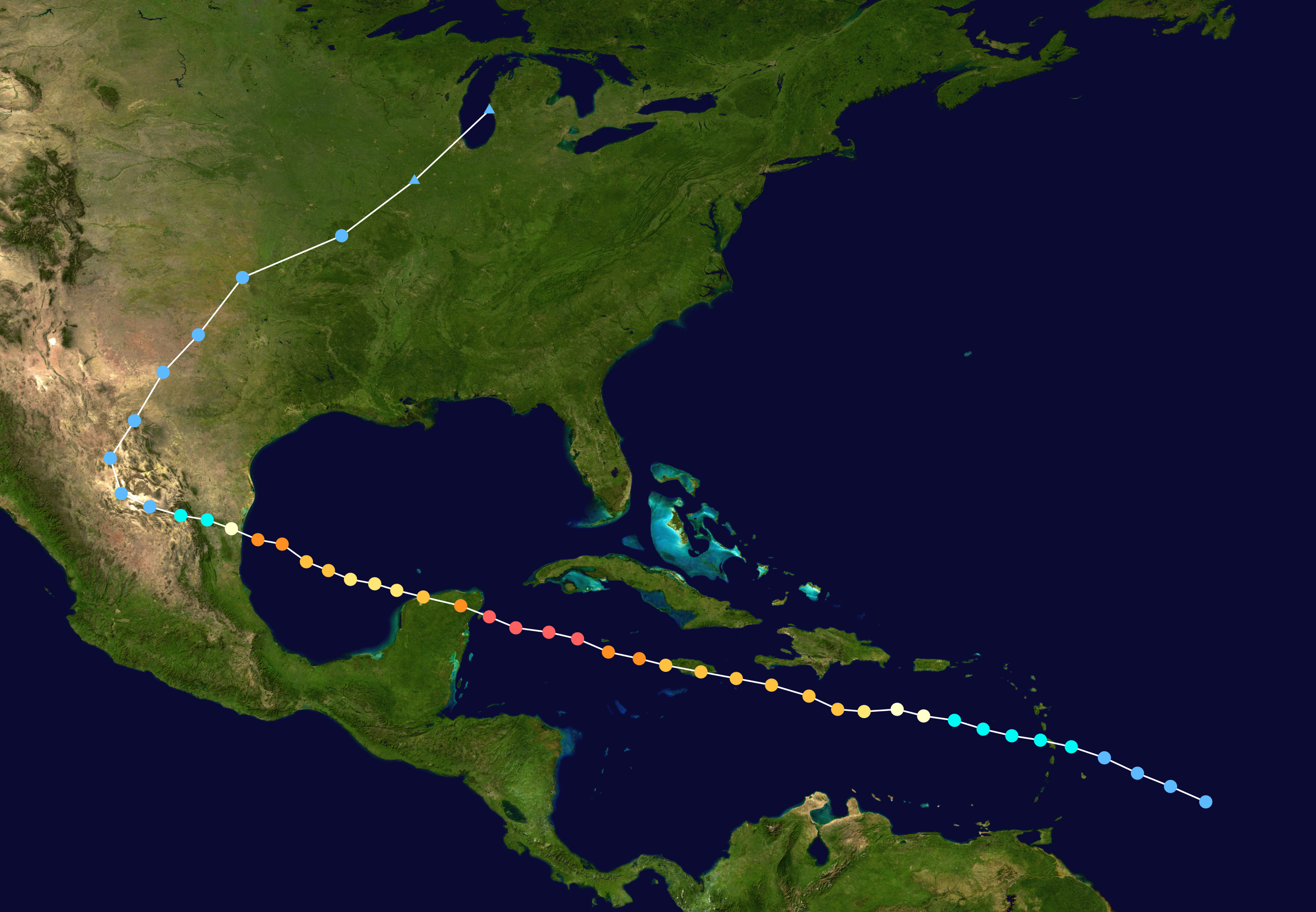
Trayectoria del huracán Gilberto en 1988.

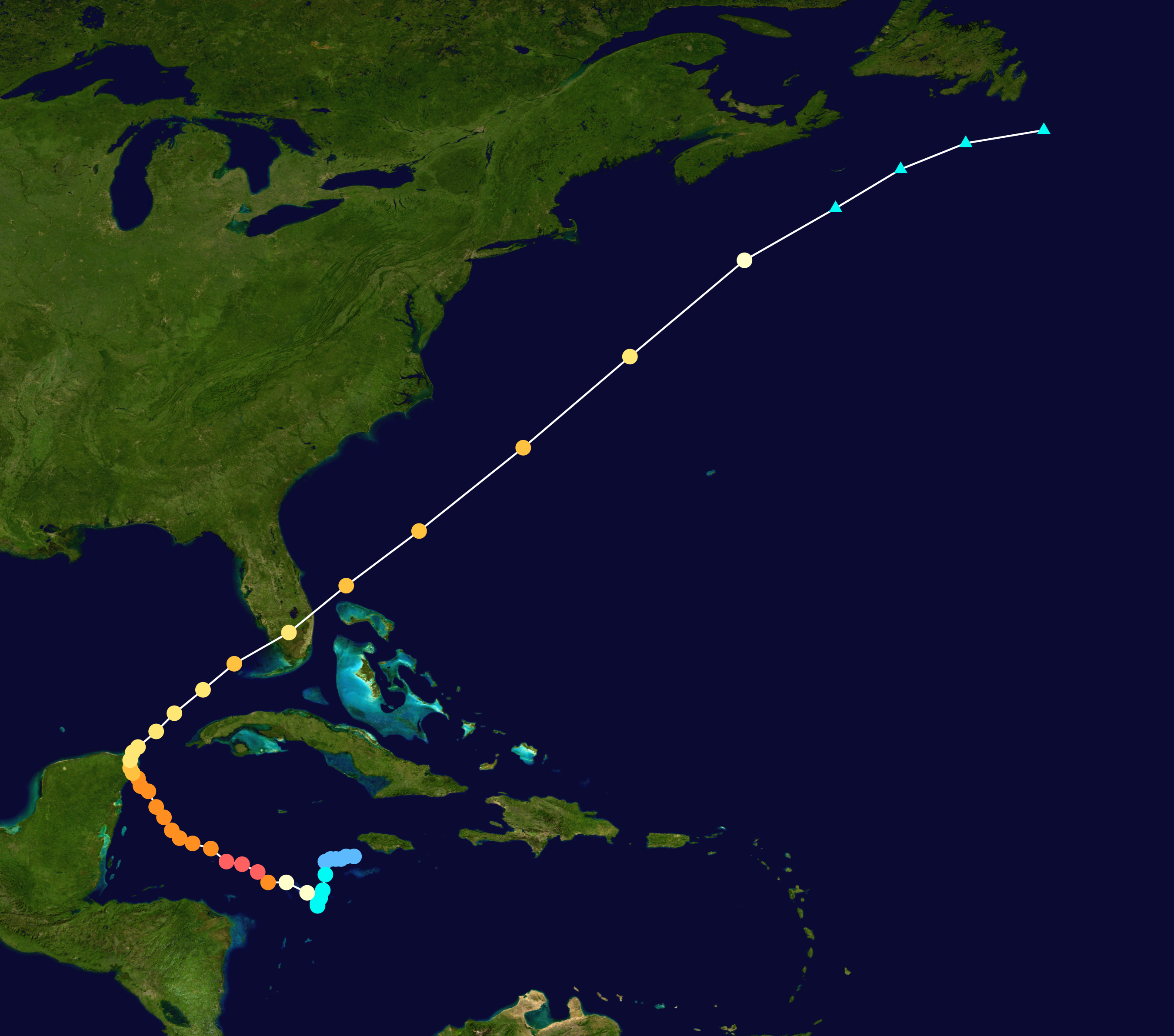
Trayectoria del huracán Wilma en 2005.

Puerto Morelos es una población costera ubicada en el lado oriente de la península de Yucatán en el Mar Caribe, frente a sus costas a una distancia que varía de 350 a 1600 metros se encuentra una barrera arrecifal la cual forma parte del Gran Cinturón de Arrecifes del Atlántico Occidental y que es la segunda barrera de arrecifes más grande del mundo (también conocida en una parte como "Gran Arrecife Maya", y pertenece al "Sistema Arrecifal Mesoamericano")

### Topografía
La zona costera de la península de Yucatán, se caracteriza por presentar un relieve muy escaso y por la ausencia de ríos superficiales, debido a su suelos constituidos principalmente por piedra caliza. El poblado de Puerto Morelos tiene una altitud promedio de 3 a 5 m s. n. m. y la Colonia Zetina Gazca se encuentra a una altitud promedio de 10 m s. n. m.

### La laguna arrecifal
Al ser la barrera de arrecifes en gran parte de poca profundidad se forma una laguna arrecifal, por lo que las playas de Puerto Morelos son de muy poco oleaje. La profundidad de la laguna oscila entre los 2 y 8 metros, y en su fondo existen pastos marinos donde habita una gran diversidad de fauna marina.

### Clima
El clima es cálido subhúmedo con una temperatura promedio anual de 26.3 °C, un máximo en el verano de 35.5 °C y un mínimo en invierno de 13 °C.
Las lluvias son más abundantes en el verano y otoño (junio a octubre), la precipitación promedio anual es de 1,041 mm.
El porcentaje de días soleados en un año es del 41 %, de días medio nublados 41 % y de días nublados es del 18 %.
El periodo de vientos alisios dominantes es entre febrero y julio, a ese periodo le sigue una época de transición entre julio y septiembre, para dar lugar a la época de “nortes” que domina en los meses de octubre a enero.
La época de huracanes para el Atlántico es del 1° de junio al 30 de noviembre, sin embargo los meses de mayor incidencia son agosto, septiembre y octubre. Los huracanes que han impactado considerablemente a Puerto Morelos son:
Huracán Beulah en septiembre de 1967,
Huracán Gilberto en septiembre de 1988,
Huracán Wilma en octubre de 2005.

## Arrecife protegido

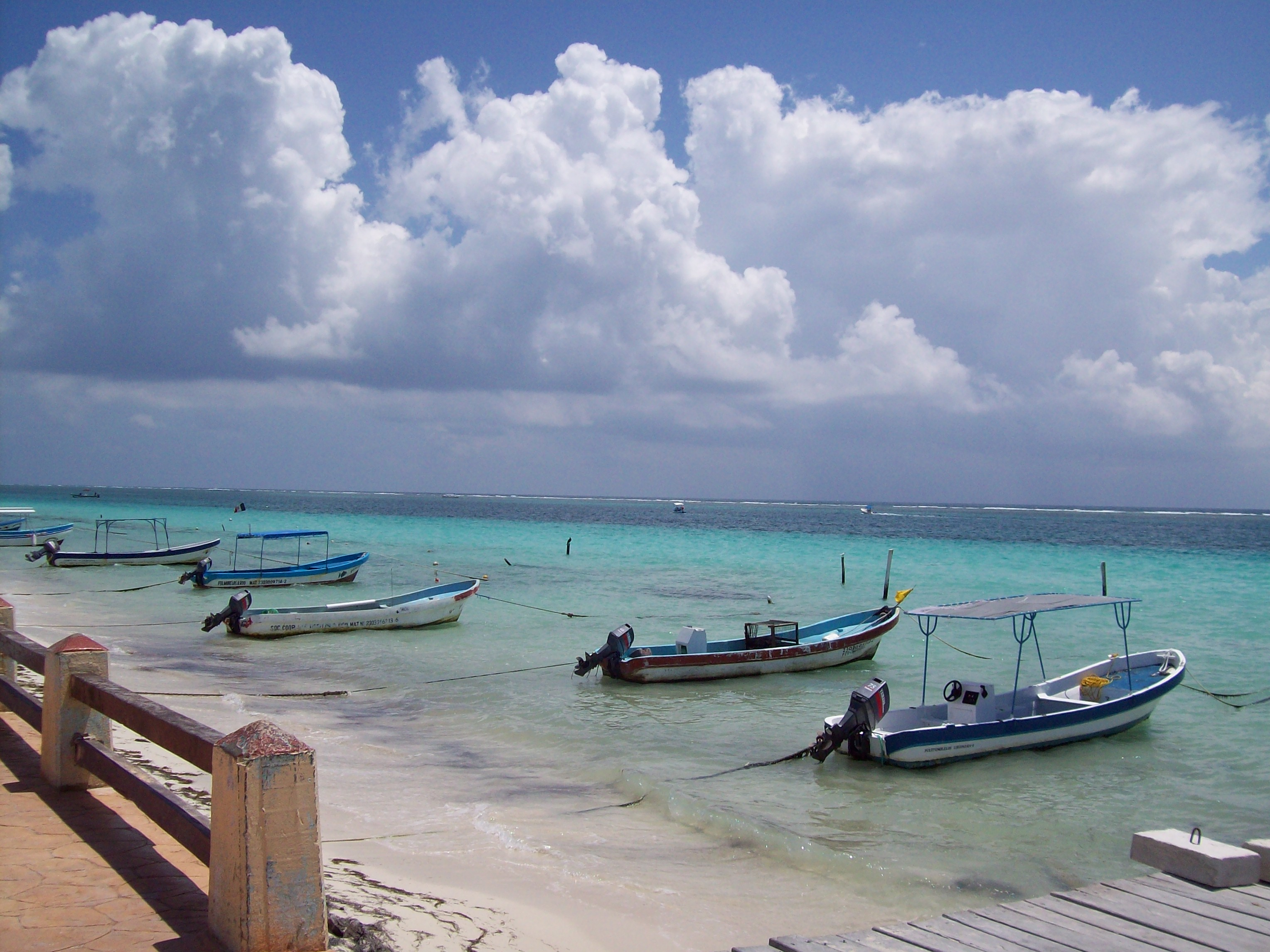
Lanchas de Pto.Morelos.

Puerto Morelos se ha caracterizado desde la década de los setenta, por la presencia de instituciones, organizaciones y personas dedicadas a actividades de investigación y conservación de la naturaleza. En la década de los ochenta los puertomorelenses participaron en la conservación del arrecife, pero en 1995 la comunidad de Puerto Morelos integrada por pescadores, prestadores de servicios, investigadores, técnicos, ambientalistas, grupos de transportistas, grupos de productores y sociedad civil, consideraron imprescindible para el sano y equilibrado desarrollo de la sociedad local y regional, la conservación de este patrimonio natural y trabajaron organizadamente en las gestiones para que el arrecife fuera decretado parque nacional.
El presidente Ernesto Zedillo Ponce de León, tomando formal petición de la comunidad, y reconociendo su exhaustiva participación,  firmó el 2 de febrero de 1998 el decreto que declara el área natural protegida denominada parque nacional Arrecife de Puerto Morelos.
El área del parque tiene una superficie de 9066 ha, la comunidad participa en el manejo del área natural protegida aportando sus recomendaciones a través del Consejo Asesor del parque nacional. De forma directa o indirecta un gran porcentaje de la población vive económicamente del arrecife. En el poblado existe un Centro de Visitantes que cuenta con un pequeño museo y ofrece atención e información sobre las actividades permitidas y no permitidas para la conservación del arrecife y su entorno.
El arrecife del parque nacional forma parte del “Gran Cinturón de Arrecifes del Atlántico Occidental”, barrera coralina que se extiende mil km desde Cabo Catoche hasta Honduras; es la segunda más grande del mundo y se le conoce también como “Gran Arrecife Maya”. Forma parte de la iniciativa “Sistema Arrecifal Mesoamericano” (SAM)  que tiene como propuesta unificar en una acción conjunta los esfuerzos de México, Belice, Guatemala y Honduras para la conservación y desarrollo sustentable del mismo.

## Turismo

### Actividades de interés turístico

#### Playas
Las playas de Puerto Morelos son las más hermosas del Caribe Mexicano, de arena blanca, fina y suave; no presentan oleaje alto al estar protegidas por el arrecife y su erosión es mínima. El área costera pertenece al Parque Marino, por lo que se recomienda acudir al centro de visitantes.
Cuenta con accesos públicos desde la plaza principal y así en cada calle que cruza de oriente a poniente. Actualmente es una de las playas preferidas por los habitantes de Cancún para el esparcimiento, ya que en la zona hotelera los accesos públicos a la playa han sido restringidos a unos pocos cada varios kilómetros.

#### Actividades marinas no motorizadas
En condiciones normales las olas de la laguna arrecifal tienen crestas de pocos centímetros de altura, por lo que es muy apropiada para la práctica de kayak y windsurf. Para preservar la fauna marina y la tranquilidad de pobladores y visitantes, el uso de waverunners no está permitido.

#### Esnórquel (snorkel)
Para las personas que no bucean, Puerto Morelos ofrece una gran oportunidad de conocer arrecifes de coral y peces tropicales en su ambiente natural, la profundidad del arrecife en las áreas de snorkel es de solo dos metros. En diversos puntos de la playa y muelles los prestadores de servicio ofrecen trayectoria en lancha así como el equipo necesario.

#### Buceo
Fuera de la barrera arrecifal y en distancias no mayores a dos millas náuticas, existen diversos puntos para bucear dentro del Parque Marino: “Cuevones”, “La Bocana”, “El Túnel”, “Los Jardines”, “La Pared”, “El Puente”, también se cuenta con un arrecife artificial, el barco cañonero C-56 Juan Escutia donado y hundido por la Armada de México el 28 de octubre de 2000. El barco —a una profundidad de 30 metros y expuesto a las corrientes marinas— ha cumplido su propósito, ya que a tan sólo 4 años de su hundimiento, se encontraba cubierto casi por completo de corales, esponjas, gorgonias y una gama indescriptible de criaturas de todas formas y colores, imposibles de ennumerar una por una.
En el poblado y en diversos hoteles del área costera existen tiendas de buceo y embarcaciones que ofrecen el tour.

#### Pesca
Nacido como un pueblo de pescadores, Puerto Morelos cuenta con conocimientos tradicionales y tecnología avanzada para ofrecer experiencias de pesca seguras y exitosas tanto para pescadores deportivos expertos como para principiantes. Los chárteres de pesca en Puerto Morelos satisfacen todos los gustos y necesidades. Las excursiones de pesca en Puerto Morelos le brindan todo el equipo necesario y sus expertos capitanes están listos para ayudarlo y compartir su vasta experiencia.

#### Ruta de los cenotes
En el trayecto de los truckes de la Hacienda Santa María (hoy Leona Vicario) a Punta Corcho, se fueron estableciendo diversos campamentos y centrales: El campamento Rémula, La Tuxpeña, Santa Matilde y Central Vallarta (asentamiento actualmente poblado fue a principios del siglo XX un campamento chiclero).
Hoy en día esta ruta Leona Vicario-Central Vallarta-Puerto Morelos esta pavimentada y por ella se accede a diversos cenotes, los cuales se nutren por ríos subterráneos casi todos ellos pueden ser visitados, y nadar en sus aguas rodeados de una selva exuberante es una experiencia única.

#### Parques ecológicos
Hay dos parques ecológicos recreativos. Uno de ellos en la ruta de los cenotes, que cuenta con tirolesas, bicicletas y acceso a uno de los cenotes. El segundo se encuentra al norte de la colonia Luis Donaldo Colosio y ofrece al visitante senderismo, cursos de supervivencia, gotcha y rapel.

#### Jardín botánico
Dos kilómetros al sur de Puerto Morelos por la carretera 307 se encuentra  “Yaax Che” o “Jardín Botánico Alfredo Barrera Marín”, es el más grande en su tipo de todo el país (65 ha). Ofrece al visitante un recorrido por sus senderos en paz y armonía, con plantas de la región, ornamentales, medicinales, cactáceas, helechos, epifitas. Así mismo cuenta con un campamento chiclero, una pequeña zona arqueológica y un puente colgante desde el cual puede observarse el manglar y el mar.  Es común encontrarse con fauna de la región como familias de coatí y mono araña los cuales recorren el parque en total libertad.
Su inicio se remonta al año 1983 por el Centro de Investigaciones de Quintana Roo, el cual tenía su base en esta comunidad.  A partir de 1995, su manejo y administración depende de El Colegio de la Frontera Sur, institución dedicada a la investigación y educación a nivel de posgrado. También se le conoce como "El Santuario de la Selva Maya". Se recomienda llevar repelente de mosquito bio-degradable, no fumar dentro del parque y no dar alimentos a la fauna silvestre.

#### Zoológico de cocodrilos
Dos kilómetros al norte de Puerto Morelos por la carretera 307 se encuentra una granja zoológico de cocodrilos, tienen ejemplares de varias especies y tamaños.  En cautiverio se pueden observar, boa, venado, mono araña, ocelote, es posible interactuar con algunas especies.

#### Paseo a caballo
Cinco kilómetros al sur de Puerto Morelos por la carretera 307 existe un rancho costero, donde es posible realizar recorridos a caballo en selva y costa.

#### Paseo en cuatrimoto
En el poblado de Puerto Morelos es posible rentar cuatrimotos y realizar el recorrido a la ruta de los cenotes.

#### Ciclismo
Ya sea en la selva, o en el poblado la práctica de ciclismo de montaña es muy segura, pues el tráfico vehicular prácticamente no existe.

#### Marina
Un kilómetro al sur de poblado de Puerto Morelos por un camino secundario, existe una marina con capacidad de albergar 150 embarcaciones. La navegación en el parque marino está permitida de acuerdo al calado y tipo de embarcación por sus canales interiores o exteriores a la barrera arrecifal y siguiendo los lineamientos del parque y capitanía de puerto.

#### Manglar
En el camino de acceso al poblado, existen algunos miradores al manglar, donde se podía observar la flora y fauna. Pero desde hace algunos años la explosión del turismo en esta zona, ha acabado con muchas especies. En la actualidad casi ya no existe el manglar debido a las grandes empresas turísticas que se establecen sin un sincero proyecto de conservación de la naturaleza, por el contrario, aprovechan de esta nueva tendencia ecológica para excusar sus verdaderos propósitos devastadores. Los países que están directamente involucrados son Alemania, España y Estados Unidos.

#### Cooperativa pesquera
Después de mediodía es posible conseguir directamente en el muelle de pescadores o en la cooperativa pesquera, ejemplares adecuados y frescos para preparar en el hotel (si este cuenta con las facilidades).

#### Mercado de artesanías
Al sur de la plaza principal, se encuentra el centro artesanal "Hunab-Ku", construido y destinado para los artesanos locales.

#### Paseo vespertino y nocturno
El ambiente del poblado de Puerto Morelos es tranquilo, relajado y muy seguro, fuera del bullicio de centros vacacionales como Cancún o Playa del Carmen,  después de una caminata por sus calles o playa se puede disfrutar en uno de sus 38 restaurantes o cafeterías, algunos de ellos tienen música viva.
Mucha gente de los grandes hoteles cercanos así como habitantes de Cancún y Playa del Carmen buscan en Puerto Morelos ese remanso de tranquilidad.

### Eventos

#### Torneo de pesca
Hacia finales de mayo se realiza un tradicional torneo internacional de pesca de altura, normalmente participan decenas de embarcaciones de diferentes calados. Esta celebración en Puerto Morelos regularmente se efectúa cercano al primero de junio en conmemoración al Día de la Marina en donde participó la señorita MIRELY VARGAS como la primera Reina del torneo de pesca.

#### Festival de música
La Casa de la Cultura de Puerto Morelos, realiza frecuentemente en la plaza principal, festivales de música, en los cuales participan habitantes, así como visitantes asiduos nacionales y extranjeros.

#### Festival de teatro
Así mismo la Casa de la Cultura de Puerto Morelos, realiza anualmente un "Festival de Teatro Internacional Frente al Mar" en abril.

#### Fiestas religiosas
En la plaza principal existe una iglesia católica, y en la semana del 19 de marzo (San José) tradicionalmente se realiza una verbena popular.

#### Fiestas nacionales
También se celebran mediante verbenas populares y otras actividades el 15 y 16 de septiembre (Independencia de México), y 1.º de junio (día de la Marina)

#### Carnaval
Como muchas poblaciones costeras, en Puerto Morelos también se realiza un Carnaval, aunque este no necesariamente se celebra antes de la Cuaresma.

### Ruta del Arrecife
Cada año en el mes de febrero se realiza una competencia de natación caracterizada por ser en el mar abierto dentro del área que pertenece al parque nacional Arrecife.
La salida y la meta es a unos pocos metros del muelle adjunto al faro inclinado (insignia Puerto Morelos)
Los participantes pueden inscribirse en categorías tales como 
250m, 1.25 km, 2.5 km, 5 km, 7.5 km y 10 km.

### Hoteles
En 1980, el poblado de Puerto Morelos contaba con solo 60 habitaciones; Hotel Posada Amor y el Hotel Ojo de Agua, además de algunas casas de huéspedes. En el año 2000, ya se contaba con más de 2000 habitaciones incluyendo hoteles, posadas, condominios y villas. Ahora en el 2008, existen más de 5500 habitaciones distribuidas en 9 hoteles de lujo, 14 pequeños hoteles, 3 posadas, 300 habitaciones tipo condominio, además de las casas,lujosas residencias, departamentos, villas y lugares para acampar. La mayoría de los hoteles de 4 y 5 estrellas se localizan 7 en la zona hotelera norte y 2 en la zona hotelera sur, con algunos nuevos en construcción en el área de Punta Brava. Dejando a la comunidad de Puerto Morelos como zona residencial y típica.  fórmula que es apreciada por el turismo que huye de grandes aglomeraciones y por muchos extranjeros retirados de todas partes del mundo que también disfrutan de la tranquilidad y belleza que aún se vive entre dos titanes del turismo, (Cancún y Playa del Carmen, también conocida como Riviera Maya).
En todos los restaurantes del Puerto, se sirve una excelente comida a base de mariscos, Mexicana, Argentina, Uruguaya, Italiana, Canadiense, Americana, Española, Internacional y Regional y comida tradicional Mexicana (tacos, picadas, burritos, chiles rellenos, enchiladas, mole poblano, fajitas, etc.) que ofrecen al turista poco más 60 restaurantes. Los festivales en el parque son típicos con música local y de algunos artistas extranjeros que pasan el invierno en esta maravillosa comunidad.

## Hermanamientos
- Medellín, Colombia (2019).[17][18]